# Вальдарасете
Вальдарасете (ісп. Valdaracete) — муніципалітет в Іспанії, у складі автономної спільноти Мадрид. Населення — 686 осіб (2010).
Муніципалітет розташований на відстані близько 48 км на південний схід від Мадрида.
На території муніципалітету розташовані такі населені пункти: (дані про населення за 2010 рік)
- Вальдарасете: 668 осіб
- Фуенсауко: 18 осіб

## Демографія
Динаміка населення (INE ):